# Sarah Hagmann

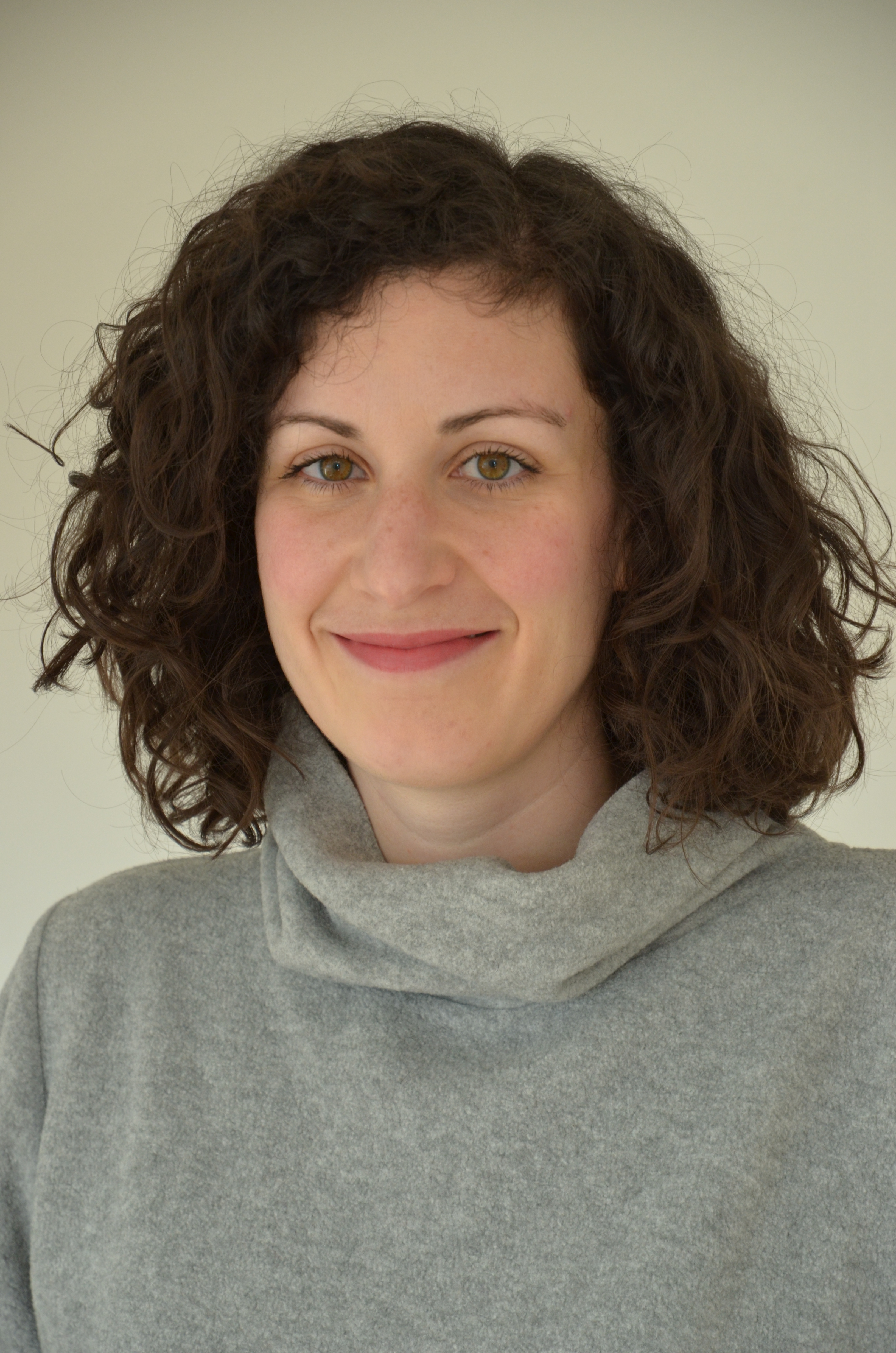
Sarah Hagmann

Sarah Hagmann (* 30. Dezember 1985 in Ehingen (Donau)) ist eine deutsche Politikerin (Bündnis 90/Die Grünen). Sie ist seit 2024 Mitglied des Landtags von Baden-Württemberg.

## Ausbildung und Beruf
Hagmann absolvierte zwischen 2005 und 2008 ein Duales Studium der Betriebswirtschaftslehre (Fachrichtung Industrie) an der Berufsakademie Ravensburg, das sie als Diplom-Betriebswirtin (BA) abschloss. Von 2008 bis 2009 war sie in Spanien berufstätig. Von 2009 bis 2016 studierte sie Geschichte, Hispanistik und Politikwissenschaft an der Universität Heidelberg und schloss das Studium mit dem 1. Staatsexamen ab. Von 2016 bis 2017 war sie Wissenschaftliche Hilfskraft bei der Deutsch-Israelischen Schulbuchkommission des Georg-Eckert-Instituts. Ab 2017 war sie Doktorandin an der Universität Basel mit Stipendien der Gerda Henkel Stiftung, der Basel Graduate School of History, des Deutschen Historischen Instituts Washington sowie der Minerva Stiftung. Von 2020 bis 2024 war sie Assistentin für Europäische und Globalgeschichte am Europainstitut der Universität Basel, zunächst vertretungsweise, ab 2022 in regulärer Anstellung.
Hagmann ist römisch-katholisch, verheiratet und hat zwei Kinder.

## Politische Tätigkeit
Sie ist seit 2017 Mitglied bei den Grünen und war zwischen 2018 und 2024 Beisitzerin im Kreisvorstand Lörrach ihre Partei. 2020 war sie Kreisgeschäftsführerin der Grünen im Landkreis Lörrach.
2021 wurde sie in den Landesvorstand von Bündnis 90/Die Grünen Baden-Württemberg gewählt. 2023 wurde sie wiedergewählt.
Bei der Landtagswahl in Baden-Württemberg 2021 kandidierte Hagmann als Ersatzkandidatin von Josha Frey im Landtagswahlkreis Lörrach. Sie rückte am 1. Januar 2024 für Frey nach dessen Mandatsverzicht in den Landtag nach.
Hagmann ist Mitglied im Ausschuss für Wirtschaft, Arbeit und Tourismus, im Ausschuss für Europa und Internationales sowie im Ständigen Ausschuss.
Für die Fraktion der Grünen ist sie Sprecherin für Internationales sowie für Demokratie und Bürgerbeteiligung.
Im Wirtschaftsausschuss des Landtags setzt sie sich insbesondere für die Vereinbarkeit von Beruf und Familie ein. In diesem Zusammenhang reichte sie die parlamentarischen Initiativen "Fachkräftepotenzial von Frauen erschließen" sowie "Mutterschutz für Selbstständige verbessern" ein.
Für die Landtagswahl 2026 wurde sie von Bündnis 90/Die Grünen als Kandidatin für den Wahlkreis Lörrach (Wahlkreis 58) nominiert, mit Nicole Sütterlin als Ersatzkandidatin. Sie steht auf Platz 31 der Grünen-Landesliste.